# Hexatoma pacifica
Hexatoma pacifica là một loài ruồi trong họ Limoniidae. Chúng phân bố ở miền Tân bắc.